# Rogalino
Rogalino (niem. Röglin) – wieś w Polsce położona w województwie zachodniopomorskim, w powiecie świdwińskim, w gminie Świdwin.